# Kerwynn Williams
Kerwynn Williams (Las Vegas, 9 giugno 1991) è un giocatore di football americano statunitense che gioca nel ruolo di running back per gli Arizona Cardinals della National Football League (NFL). Fu scelto nel corso del settimo giro (230º assoluto) del Draft NFL 2013 dagli Indianapolis Colts. Al college ha giocato a football all’Università statale dello Utah.

## Carriera professionistica

### Indianapolis Colts
Williams fu scelto nel corso del settimo giro del Draft 2013 dagli Indianapolis Colts. Debuttò come professionista nella settimana 2 contro i Miami Dolphins. Il 23 settembre fu svincolato e il 26 settembre firmò nuovamente per fare parte della squadra di allenamento.

### San Diego Chargers
Il 9 ottobre 2013, Williams firmò con la squadra di allenamento dei San Diego Chargers.

### Arizona Cardinals
Il 18 settembre 2014, Williams firmò con gli Arizona Cardinals. Il 7 dicembre disputò la prima gara in carriera da cento yard corse nella vittoria sui Kansas City Chiefs. Il primo touchdown in carriera lo segnò nella settimana 13 della stagione 2015 contro i St. Louis Rams.

## Statistiche
| Partite totali      | 7   |
| Partite da titolare | 0   |
| Yard su corsa       | 246 |
| Touchdown su corsa  | 0   |

Statistiche aggiornate alla settimana 2 della stagione 2015